# Come vivo ora
Come vivo ora (How I Live Now) è un film del 2013 diretto da Kevin Macdonald, basato sull'omonimo romanzo di Meg Rosoff.

## Trama
L'adolescente Daisy sta trascorrendo sotto costrizione del padre (risposato e appena diventato padre di un nuovo bambino) le vacanze in Inghilterra, presso la sorella della madre, sempre assente ed insieme a cugini che non ha mai visto, quando formazioni terroristiche non identificate fanno scoppiare una bomba atomica a Londra. Viene istituita la legge marziale in tutto il paese. Isolati nella fattoria in mezzo alla campagna inglese, Daisy, Piper, Edmond e lsaac sono costretti a inventarsi la vita quotidiana, senza elettricità, acqua potabile, telefono e una serie di altri comfort scontati in condizioni di normalità. Ma in quell'insolito isolamento la fattoria si trasforma in un luogo magico, dove Daisy - uscendo dal proprio isolamento interiore e abbandonando la rabbia - si innamora di Edmond, ricambiata, con il quale ha anche un rapporto sessuale. Durante un'operazione militare di evacuazione, Daisy e Piper verranno separate dai ragazzi e costrette a vivere in una casa con degli sconosciuti all'interno di una zona protetta dai militari. Prima di essere definitivamente allontanate, però, Edmond si fa giurare che Daisy avrebbe fatto qualsiasi cosa per poter tornare a casa loro.
Fuggite dal campo, nel lungo viaggio che Daisy e Piper affronteranno per tornare scopriranno le crudeltà della guerra. Daisy troverà il cadavere di Isaac in una sacca della spazzatura e cercherà in quella miriade di cadaveri anche Edmond, ma non riuscirà a trovarne il corpo. Quando le ragazze arriveranno a casa non ci sarà nessuno ad aspettarle, passano le successive settimane ad arrangiarsi finché Daisy non troverà Edmond nel bosco, martoriato e pesto. Le ferite del ragazzo guariscono ma nulla riesce a fagli dimenticare ciò che ha vissuto e ciò che è stato costretto a fare e rimarrà in silenzio. Alla fine Daisy, Piper e Edmond vivono coltivando la terra in un'oasi di verde e Edmond grazie al sostegno di Daisy si affaccia alla guarigione emotiva.

## Colonna sonora
Per la realizzazione della colonna sonora del film, i produttori hanno fatto affidamento al musicista di musica elettronica Jon Hopkins. Composta da 16 tracce, la colonna sonora è stata pubblicata il 14 ottobre 2013.

## Promozione
Il primo trailer in lingua originale è stato diffuso sul web il 10 agosto 2013.

## Distribuzione
Il film è stato presentato in anteprima al Toronto International Film Festival nel settembre 2013. Successivamente è stato distribuito nelle sale cinematografiche britanniche e irlandesi il 4 ottobre 2013. In Italia è stato distribuito solo in formato digitale.